# تعلق
تعلق (به انگلیسی: Belongingness) نیاز عاطفی انسان به عضویت پذیرفته‌شده در یک گروه است. خواه خانواده، دوستان، همکاران، مذهب یا چیز دیگری باشد، برخی از افراد تمایل دارند «ذاتی» تعلق داشته باشند و بخش مهمی از چیزی بزرگتر از خودشان باشند. این به معنای رابطه‌ای است که بیشتر از آشنایی یا آشنایی ساده است.
تعلق یک احساس قوی است که در طبیعت انسان وجود دارد. تعلق داشتن یا عدم تعلق یک تجربه ذهنی است که می‌تواند تحت تأثیر چندین عامل درونی افراد و محیط پیرامونی قرار گیرد. احساس تعلق یک فرد می‌تواند تا حد زیادی بر احساسات فیزیکی، عاطفی، روانی و روحی درون خود تأثیر بگذارد.
گوش دادن فعال می‌تواند به ایجاد احساس تعلق کمک کند. این به این دلیل است که توانایی گوش دادن و پاسخ دادن به شخص دیگری را به روشی قابل فهم و معنادار می‌دهد. هنگامی که شخص احساس می‌کند که واقعاً شنیده می‌شود، به ویژه به روشی که باعث ایجاد توجه مثبت بی‌قیدوشرط می‌شود، می‌تواند به‌طور چشمگیری احساس تعلق و پذیرش بیشتری داشته باشد.